# Carlo Chelli
Carlo Chelli (Carrara, 1807 – Carrara, 1877) è stato uno scultore italiano.

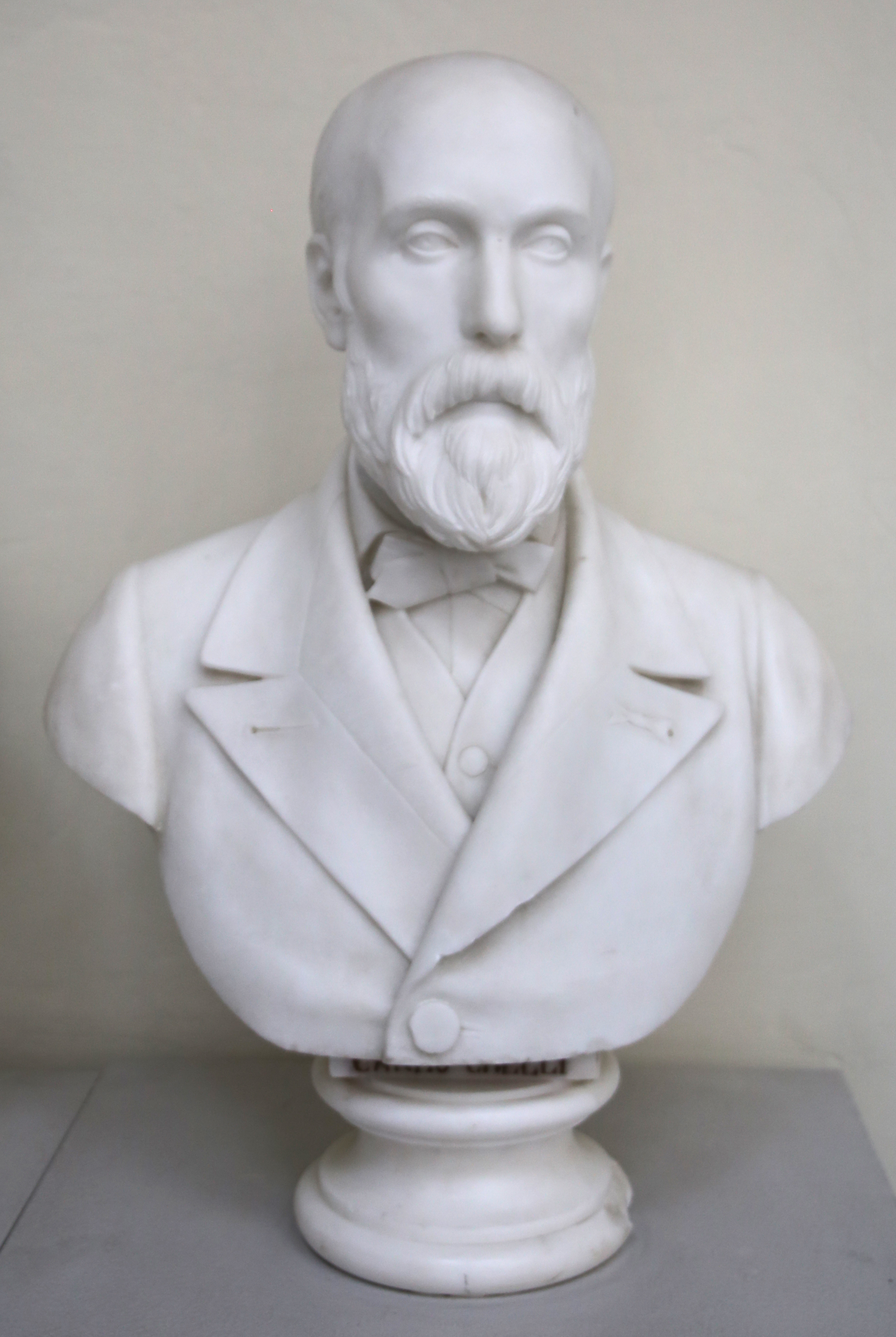
Anonimo, busto di Carlo Chelli

Dopo avere studiato all'Accademia di Belle Arti di Carrara fu attivo in Italia (Torino, Bologna, Roma) e in Cile.

## Opere
Tra le opere:
- Statua della fede (a sinistra) e Statua della religione (a destra), alla base della scalinata della Chiesa della Gran Madre di Dio di Torino (1827)
- Sacra Famiglia con S. Giovanni e S. Anna, marmo conservato alla Pinacoteca dell'Accademia Albertina di Torino[1]
- Aiace (1833), Accademia di Belle Arti, Carrara
- Ganimede (1834), Accademia di Belle Arti, Carrara
- Danzatrice (1835), Accademia di Belle Arti, Carrara
- Madonna col Bambino (1844), chiesa di San Francesco, Bologna
- Statua del profeta Ezechiele, (1857), nel basamento della Colonna dell'Immacolata Concezione, nei pressi di Piazza di Spagna, Roma
- Cella Grabinski, (1861), Cimitero Monumentale di Bologna
- Paolo e Virginia (1863), Accademia di Belle Arti, Carrara
- Tomba di Nicola Puccetti (1868), Chiesa di Santa Maria in Aquiro, Roma

## Galleria d'immagini

Monumenti e sculture di Carlo Chelli
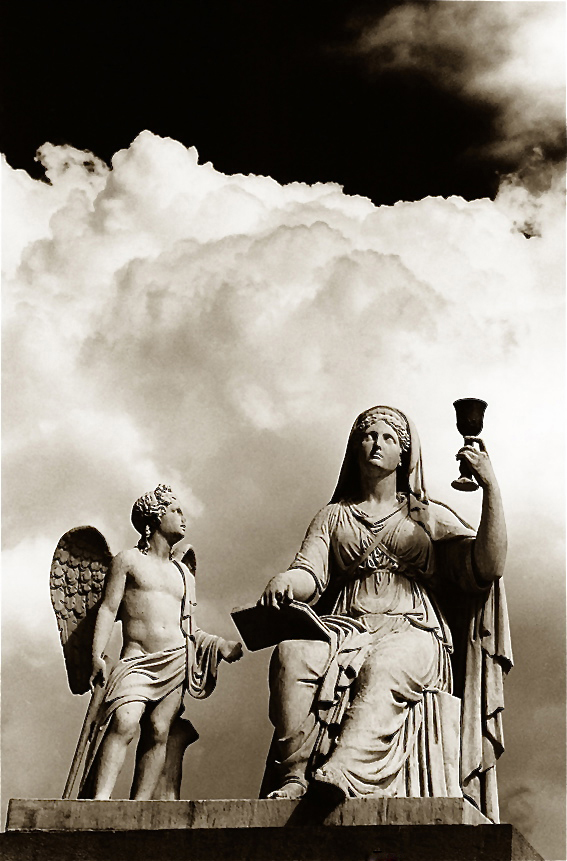
La Fede e la Religione, Chiesa della Gran Madre di Dio a Torino
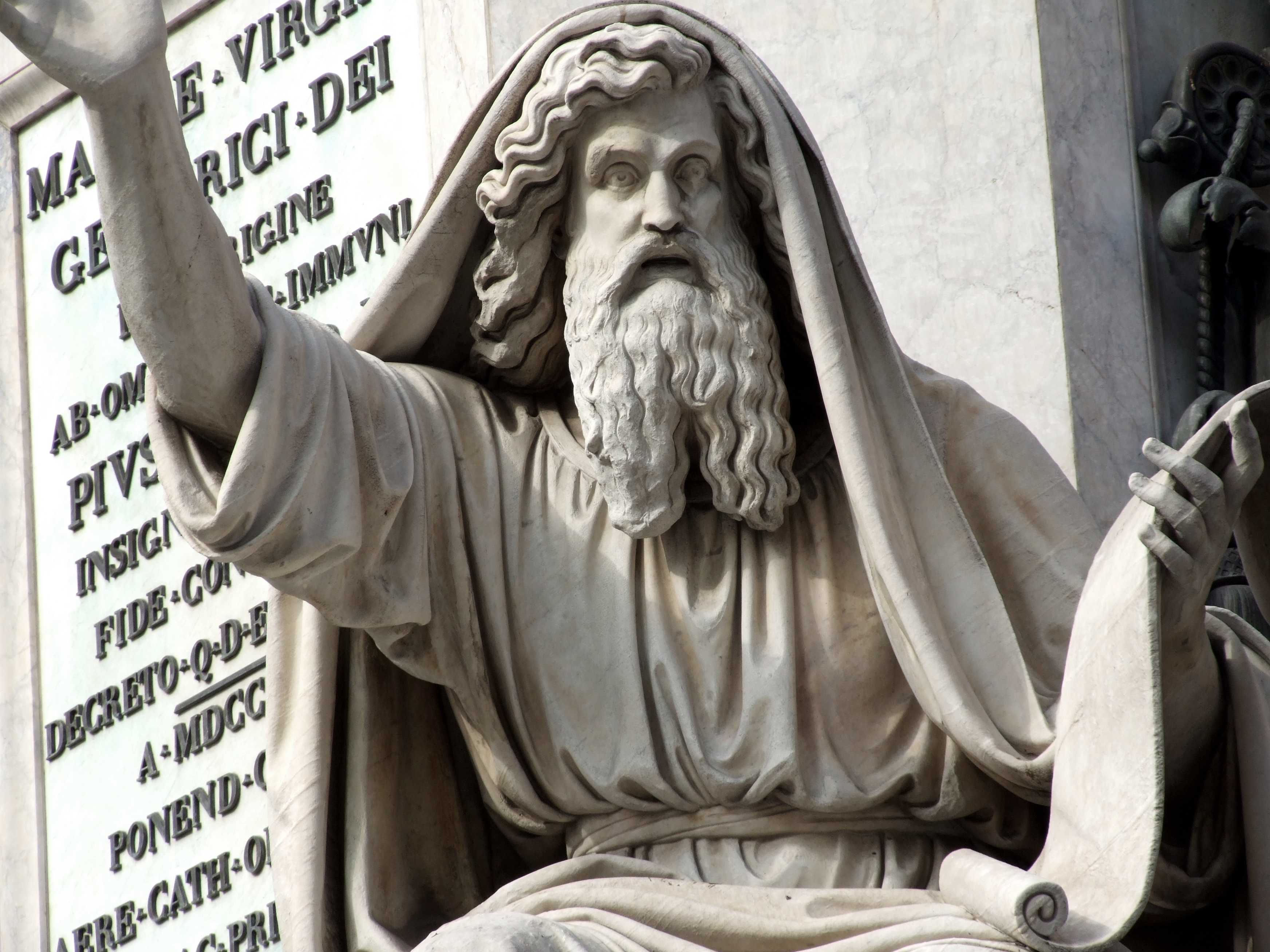
Dettaglio della statua di Ezechiele, piedistallo della Colonna dell'Immacolata a Roma
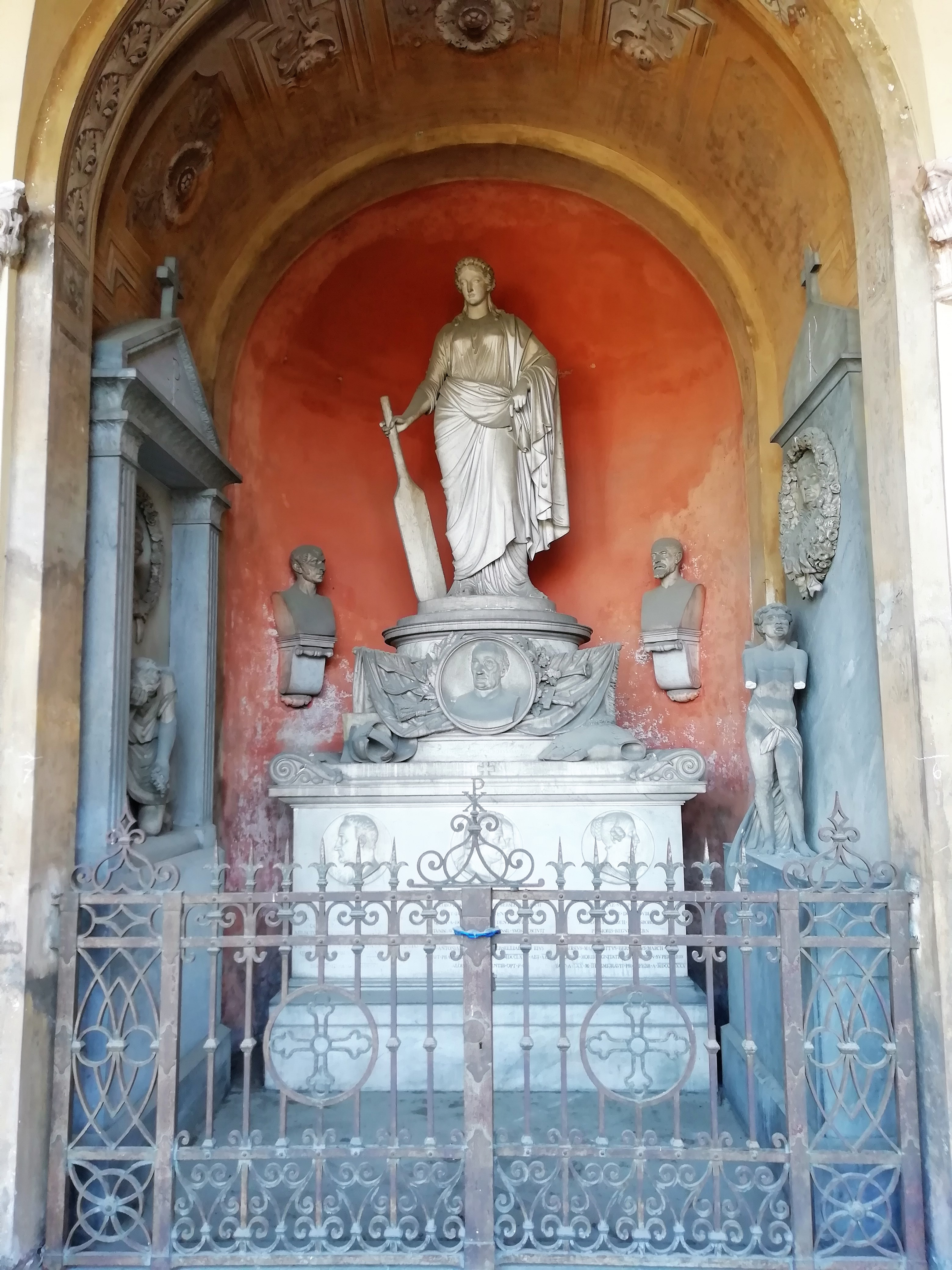
Monumento funebre della famiglia Marescotti, Certosa di Bologna
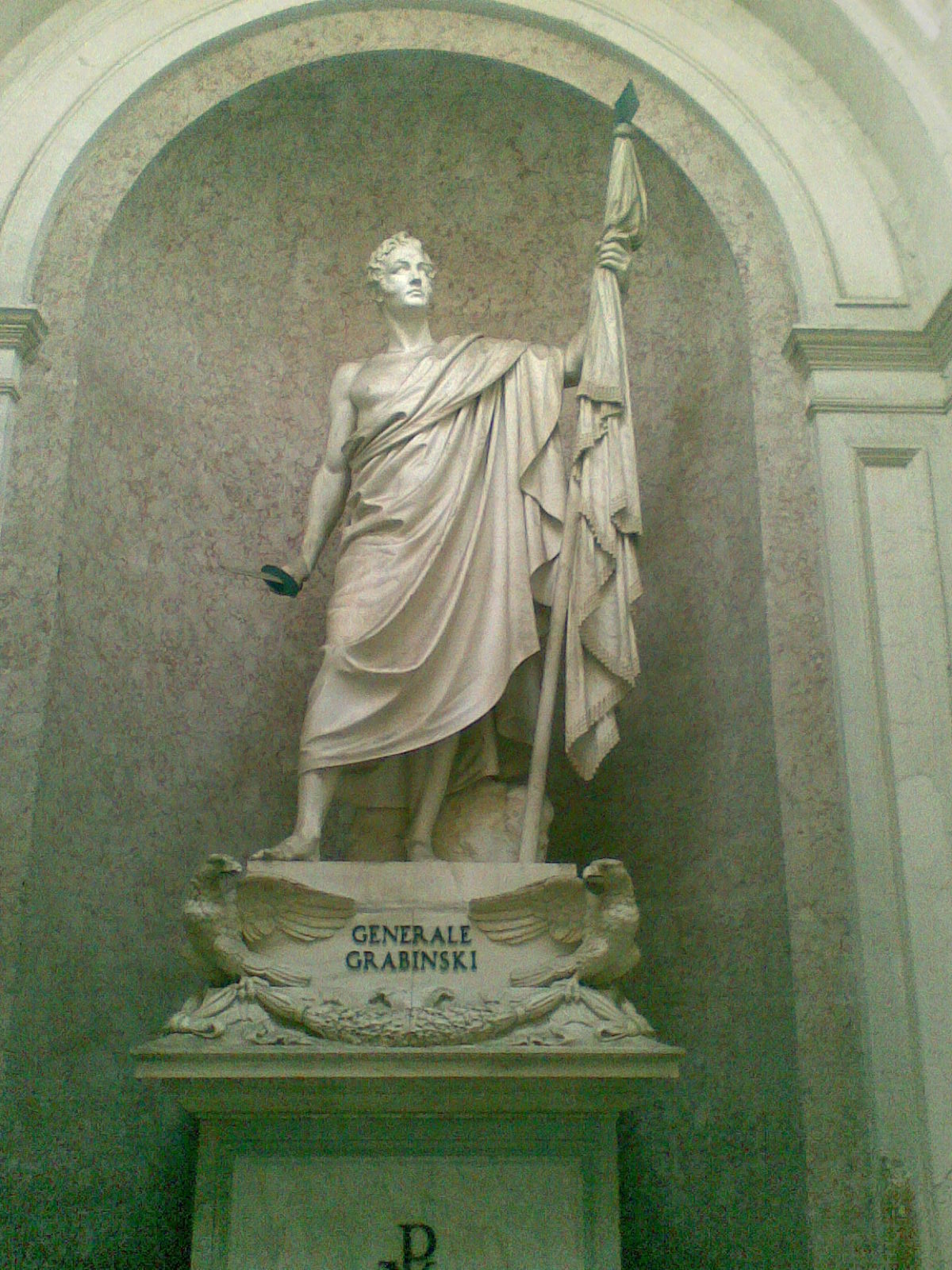
Monumento funebre al generale polacco Giuseppe Grabinski, Certosa di Bologna